# Alain Macle
Alain Macle, né le 18 avril 1944 aux Rousses et mort le 21 mars 2020 à Pontarlier, est un sauteur à ski français. 

## Biographie

### Jeunesse
Alain Macle est le cadet d’une famille de 5 enfants. La famille habite aux Rousses et un de ses frères est moniteur de ski.
Alain Macle pratique le ski alpin dès son plus jeune âge et il pratique la descente en compétition chez les minimes et cadets avant de s’orienter vers le saut.
Alain Macle effectue son service militaire au bataillon de Joinville puis à l'école militaire de haute montagne.

### Carrière sportive
En 1962, il intègre l’équipe de France de saut à ski et il devient cette année-là champion de France à La Bresse. Il se classe deuxième des championnats de France en 1963, 1964 et 1965.
En janvier 1966, il participe aux championnats d'Europe de saut à ski en Italie où il réalise 93 m et 97 m.
Il participe à ses premiers championnats du monde en 1966 à Holmenkollen en Norvège. Il se classe 47e et 57e.
Il participe aux Jeux olympiques d'hiver de 1968 de Grenoble où il se classe 17e sur le tremplin de 70 m et 18e sur le tremplin de 90 m. L'hiver suivant, il établit un nouveau record de France avec un saut de 136 m lors d'une compétition en Norvège. En 1972, il participe à nouveau aux Jeux olympiques. Il s'agit de sa dernière compétition internationale.

### Vie professionnelle
En 1972, Alain Macle épouse Dominique Schiavon. Leur fille unique, Sophie est également née en 1972.
Dans le milieu des années 70, Alain Macle participe à l'élaboration des tremplins des Tuffes.
Ensuite, lui et sa femme s'installent à Métabief et le couple gère un restaurant pendant une vingtaine d'années. Il meurt en 2020 d'une maladie pulmonaire.

## Résultats

### Jeux olympiques
| Épreuve / Édition            | Grenoble 1968 | Sapporo 1972 |
| Saut à ski (tremplin normal) | 18e           | 53e          |
| Saut à ski (grand tremplin)  | 17e           | 50e          |

### Championnats du monde
| Épreuve / Édition            | Oslo 1966 | Wysokie Tatry 1970 |
| Saut à ski (tremplin normal) | 47e       | Non partant        |
| Saut à ski (grand tremplin)  | 57e       | -                  |

### Tournée des quatre tremplins
Entre 1963 et 1972, il participe à la Tournée des quatre tremplins. Son meilleur résultat dans un concours est une 15e place à Bischofshofen.
| Saison       | Platz | Punkte |
| ------------ | ----- | ------ |
| 1963/64 (de) | 42e   | 703,7  |
| 1964/65 (de) | 75e   | 159,5  |
| 1965/66 (de) | 23e   | 725,4  |
| 1966/67 (de) | 40e   | 692,6  |
| 1967/68 (de) | 29e   | 729,5  |
| 1968/69 (de) | 26e   | 728,1  |
| 1969/70 (de) | 18e   | 832,6  |
| 1970/71 (de) | 38e   | 770,7  |
| 1971/72 (de) | 45e   | 791,1  |

### Autres
En 1972, il remporte le Tournoi de saut à ski de la Forêt-Noire (pl). Il devance le suisse Heinrich Müller et le français Gilbert Poirot.